# Janko Matúška
Janko Matúška (ur. 10 stycznia 1821, zm. 11 stycznia 1877) – słowacki poeta, wychowawca w gminie Zamki Orawskie, urzędnik w Trzcianie i Dolnym Kubínie. 

## Życiorys
W latach 1839–1849 tworzył romantyczne ballady, słowa do słowackich pieśni i powieści historyczne. Na znak sprzeciwu przeciwko prześladowaniu Ľudovíta Štúra wyjechał z grupą młodzieży do Lewoczy, tam napisał tekst do słowackiej melodii ludowej Kopala Studienku, której pierwsza zwrotka weszła w skład hymnu Czechosłowacji w 1920. Od 1993 dwie początkowe zwrotki stały się hymnem niepodległej Republiki Słowackiej.

## Twórczość

### Liryka
- Nad Tatrou sa blýska (1844) – hymn Słowacji
- Púchovská skala
- Svätý zákon
- Hrdoš
- Pomsta
- Klára Zachová
- Kozia skala

### Proza
- Zhoda preselianska

### Zbiory
- Janka Matúšku Zobrané spisy básnické (1921)
- Piesne a báje – wybór z wierszy, dramatu i prozy (1971)

### Dramat
- Siroty (1846)